# Euphaedra themidoides
Euphaedra themidoides är en fjärilsart som beskrevs av M.Gaede 1916. Euphaedra themidoides ingår i släktet Euphaedra och familjen praktfjärilar. Inga underarter finns listade i Catalogue of Life.